# Melissodes personatella
Melissodes personatella är en biart som beskrevs av Cockerell 1901. Melissodes personatella ingår i släktet Melissodes och familjen långtungebin. Inga underarter finns listade i Catalogue of Life.